# Salma
Salma (nep. साल्मा) – gaun wikas samiti w zachodniej części Nepalu w strefie Bheri w dystrykcie Jajarkot. Według nepalskiego spisu powszechnego z 2001 roku liczył on 938 gospodarstw domowych i 5305 mieszkańców (2606 kobiet i 2699 mężczyzn).